# Regiment de la cosa pública
O Regiment de la Cosa Pública (Regimento da Cosa Pública) é uma obra de 38 capítulos escrita em catalão por Francesc Eiximenis em 1383, coincidindo co'a sua chegada a Valência, e dedicada aos jurats (representantes municipais) de esta cidade. 

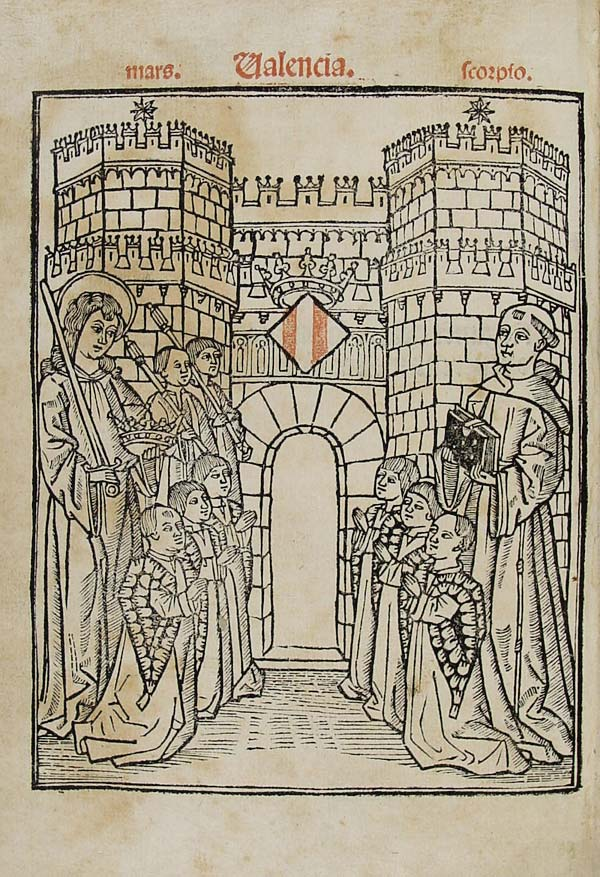
Capa da edição incunábula do Regiment de la Cosa Pública (Valência, Cristòfor Cofman, 1499). No lado direito podemos ver a Francesc Eiximenis, que oferece aos jurats de Valência o seu livro. No lado esquerd podemos ver o anjo custódio da cidade e reino de Valência. Os seis Jurats de Valencia permanecem ajoelhados diante da porta gótica dos Serranos da antiga muralha de Valência.

## Informação  geral
Precisamente esta dedicatória aos "jurats" da-nos a chave do seu período de composição  Outra obra de Eiximenis, o Dotzè del Crestià (Doze avos do Cristão), que forma parte da sua obra enciclopédica Lo Crestià (O Cristão), contem, nos seus capítulos 357-395 o Regiment de la Cosa Pública. Como obra autónoma só editou-se em edição incunábula impressa em Valência o 28 de janeiro de 1499 pelo impressor alemão Cristòfor Cofman.
Este livro tem uma forte inspiração do Communiloquium de João de Gales, OFM, como alguns estudos tem demostrado. Por outro lado, parece que algumas partes de esta obra não foram escritas por Eiximenis, e poderiam ser adições posteriores. Estamos falando das famosas vinte dificuldades, trinta e dous belezas e a conclusão do prólogo, assim como à conclusão do epílogo. O Regiment de la Cosa Pública recolhe muito bem as linhas essenciais do pensamento socio-político de Francesc Eiximenis, e expõe também as linhas básicas do que se tem chamado "pactismo catalão-aragonês".

## Edições digitais do Regimento da Cosa Pública

### Incunábulos
- Edição na Biblioteca Virtual Joan Lluís Vives.
- Edição na Biblioteca Valenciana Digital.

### Lo Crestiàdentro das obras completason line
- Obras completas de Francesc Eiximenis (em catalão e em latim).